# Johan Larsson (musiker)
 For alternative betydninger, se Johan Larsson. (Se også artikler, som begynder med Johan Larsson)
Johan Larsson (født 21. februar 1969) er en bassist fra Göteborg som er mest kendt for at være et medlem af In Flames, men også et medlem af Ceremonial Oath og HammerFall. Af In Flames albums var Larsson med til at indspille Lunar Strain, Subterranean, The Jester Race og Whoracle.
I januar 2006 gjorde Johan en overraskende optræden i San Francisco da han spillede bas for In Flames i sangen "Behind Space."